# بوب جاردين
بوب جاردين (بالإنجليزية: Bob Jardine)‏ (1864 في المملكة المتحدة - 1941) هو مدرب كرة قدم ولاعب كرة قدم بريطاني (وحمل سابقاً جنسية المملكة المتحدة لبريطانيا العظمى وأيرلندا) في مركز الهجوم. لعب مع ديربي كاونتي وشيفيلد يونايتد ونوتس كاونتي ونوتينغهام فورست وHeanor Town F.C. ‏.